# Biederitz
Biederitz är en kommun och ort i Landkreis Jerichower Land i det tyska förbundslandet Sachsen-Anhalt. Orten omnämns första gången i ett dokument från år 938. Kommunen har sina nuvarande gränser sedan 2010, då kommunerna Biederitz, Gerwisch, Gübs, Königsborn och Woltersdorf slogs samman till den nya kommunen Biederitz. Orten ligger endast några kilometer öster om storstaden Magdeburg och stora delar av kommunens befolkning arbetspendlar in till Magdeburg.

## Kommunikationer
Orten ligger vid förbundsvägen B1 strax öster om Magdeburg, på sträckan mellan Magdeburg och Burg bei Magdeburg. Vid Heyrothsberge viker B184 av från B1 i riktning Gommern – Zerbst/Anhalt – Dessau-Rosslau – Leipzig. En annan förbindelse mot Magdeburg finns över Schweinebrücke. Närmaste motorvägspåfarter till A2 finns vid Lostau/Hohenwarthe och Burg-Zentrum.
Biederitz järnvägsstation är en så kallad kilstation, där linjen Magdeburg - Berlin delar sig i riktning mot Dessau-Rosslau och Loburg. Stationen trafikeras av regionaltåg på sträckan Braunschweig - Magdeburg - Burg bei Magdeburg - Genthin, sträckan Magdeburg - Zerbst - Dessau-Rosslau samt sträckan Magdeburg - Dessau-Rosslau - Bitterfeld - Leipzig. Närmaste fjärrtågsstation är Magdeburg Hauptbahnhof. Sedan 2011 är persontrafiken mot Loburg ersatt med buss.

## Kända invånare
- Friedrich Elchlepp (1924–2004), konteramiral i Volksmarine.
- Christiane Nüsslein-Volhard (född 1942), biolog och genetiker, Nobelpristagare i medicin 1995.
- Gustav-Adolf Schur (född 1931), tävlingscyklist och socialistisk politiker.
- Susi Spiegel (född 1932), badmintonspelare.
- Johann Gottfried Tympe (1699-1768), filolog och teolog.